# Stała Komisja Wojenno-Śledcza
Stała Komisja Wojenno-Śledcza właściwie Komisja Śledcza przy naczelnym Dowódcy Armii Czynnej i Naczelniku Królestwa Polskiego – centralny organ śledczy powołany dla spraw politycznych w Królestwie Polskim w latach 1833–1865.
Utworzona w kwietniu 1833 przez warszawskiego  gubernatora wojennego gen. Iwana Osipowicza de Witt na polecenie namiestnika Królestwa Polskiego
feldmarszałka Iwana Paskiewicza jako Komisja Śledcza dla Przestępców Politycznych. Jej prezesem został Andriej Storożenko, a na siedzibę przeznaczono X Pawilon Cytadeli Warszawskiej. Członkami komisji byli: prezes, dwóch członków wojskowych i pięciu urzędników cywilnych, w tym: prokurator i dwóch inkwirentów.
Do jej kompetencji należało wykrywanie wszelkich przestępstw i wykroczeń politycznych w Królestwie Polskim oraz odsłanianie zagranicznych powiązań ich sprawców. Działalność komisji koncentrowała się na zbieraniu materiałów dowodowych, prowadzeniu czynności śledczych i inkwizycyjnych. Wyniki prowadzonych śledztw były przesyłane namiestnikowi w formie raportów, które zawierały zalecenia co do dalszego postępowania. Sprawy ciężkich przestępstw politycznych przekazywane były do sądu wojennego, inne kierowano do sądów kryminalnych. Stosowano też wymiar kary trybem administracyjnym.
Działalność Komisji opierała się w głównej mierze na donosach policji politycznej i jej tajnych agentów. Niejednokrotnie stosowano groźby i tortury w celu wymuszenia zeznań. 
W 1861 równolegle powstała przy namiestniku druga Tymczasowa Komisja Wojenno-Śledcza.